# Що робити? або Куйгорож
Що робити? Або куйгорож — російський мультфільм студії «Пілот». Входить до циклу «Гора самоцвітів» Створений за мотивами мокшанської казки. Прем'єра відбулася у 2007 році

## Сюжет
Мокшанська казка про лінивих діда і бабу які бідно живуть і знайшли незвичайне яйце у якому живе істота «Куйгорож». Він попросив, щоб вони дали йому роботу і він побудував палац. Вони покликали друзів на свято, а потім так забули про куйгорожа, що той зруйнував палац і полетів додому. Так дід і баба знову стали бідними.

## У ролях
- Кіра Крейлис Петрова — баба Акуля, куйгорож, оповідачка.
- Вячеслав Захаров — дід Пятань.